# Xã Franklin, Quận Lenawee, Michigan
Xã Franklin (tiếng Anh: Franklin Township) là một xã thuộc quận Lenawee, tiểu bang Michigan, Hoa Kỳ. Năm 2010, dân số của xã này là 3.174 người.